# Abbazia di Santa Maria del Patire
L'Abbazia di Santa Maria del Patìre (o più semplicemente Pathirion) è un complesso religioso sito nel comune di Corigliano-Rossano in provincia di Cosenza, Calabria, fondato alla fine del XI secolo da Bartolomeo di Simeri. Situato a 602 metri sul livello del mare e attorniato dai magnifici boschi della Sila Greca, rientra nella ZSC (Zona Speciale di Conservazione) "Foreste Rossanesi".
Centro di importanti comunità monastiche fino ad epoca napoleonica, oggigiorno è di proprietà dello Stato italiano e gestita dal Reparto Carabinieri Biodiversità di Cosenza.

## Storia
L'abbazia fu fondata nella località Ronconiate intorno al 1095 dal monaco e sacerdote Bartolomeo di Simeri, con l'ausilio di alcuni ricchi normanni, e venne dedicata a "Santa Maria Nuova Odigitria", anche se è conosciuta col nome di "Santa Maria del Patìre", o semplicemente "Patire" (dal greco patèr = padre), da intendere come espressione di devozione al padre fondatore. Egli fu solo uno dei tantissimi monaci eremiti che in quei secoli decidevano di abbandonare gli agi della vita cittadina per recarsi nella cosiddetta "montagna sacra" di Rossano e dedicarsi esclusivamente alla vita contemplativa.
Nel 1105 papa Pasquale II le concesse il diritto d'immunità dalla giurisdizione vescovile, e la pose alle dirette dipendenze del papato.
Proprio in epoca normanna divenne uno dei più ricchi e rinomati monasteri dell'Italia meridionale, con preziosissimi arredi sacri e possedimenti terrieri che si espandevano per vastissimi territori circostanti. Tra i primi spiccava l'antichissima e ormai perduta icona della "Nuova Odigitria", sostituita da un'altra nel XV secolo e ora visibile in Chiesa con una copia moderna. L'abbazia possedeva anche una ricca biblioteca, ma il fiore all’ occhiello fu senza dubbio lo scriptorium, lo spazio dedicato ad una delle maggiori attività della Regola basiliana, la copia ad opera dei monaci amanuensi di antichi e preziosissimi testi sacri e laici. Molti di questi manoscritti oggigiorno sono conservati nella Biblioteca Vaticana e nell'Abbazia di Grottaferrata. I secoli d'oro sono da ricercarsi fino al XV, che segnò l'inizio del decadimento dei monasteri italo-greci in Italia, col sopravanzare della dinastia Angioina nel Sud Italia, che favoriva il culto cattolico ufficiale della Chiesa Romana. 
Le numerose ispezioni della Santa Sede tra il Cinquecento e il Seicento constatarono un riprovevole stato di cose: i monaci erano ignoranti, non conoscevano più il greco, vivevano spesso in concubinaggio e non disdegnavano il brigantaggio. Il complesso monastico fu più volte colpito da eventi naturali catastrofici come terremoti e incendi, che ne favorirono la decadenza, tanto che furono opportuni diversi restauri. Ricordiamo quello forse più importante voluto nell'anno 1672 dall'abate cardinale Barberini, il cui stemma è tuttora visibile sul lato settentrionale della Chiesa, o quelli del 1705 e del 1752, a cui si fa risalire la costruzione di un sontuoso altare in marmi policromi, attualmente conservato nella Chiesa della Schiavonea (Corigliano Calabro). L'abbazia fu definitivamente mandata in rovina nel 1806, anno in cui Giuseppe Bonaparte soppresse il monastero e ne vendette la proprietà, acquistata dalla famiglia nobiliare dei Compagna di Corigliano, che ne spogliarono in parte i beni e le opere d'arte, come ad esempio la conca battesimale ora conservata nel Metropolitan Museum of Art di New York. Il terremoto del 1836 danneggiò gravemente il campanile, il convento, il portico e il chiostro, lasciando tuttavia pressoché intatta la chiesa. 
La chiesa con l'annesso monastero fu quindi acquistata nel 1915 dal Corpo Forestale dello Stato, divenendo così bene demaniale statale, ed affidato fin da subito alla tutela dei Forestali, i cui uffici di servizio occupano gli antichi spazi del monastero; dal 1º gennaio 2017, a seguito dell'accorpamento del Corpo Forestale dello Stato nell'Arma dei Carabinieri, la gestione dell'area è affidata ai militari del Reparto Carabinieri Biodiversità di Cosenza.

## Descrizione

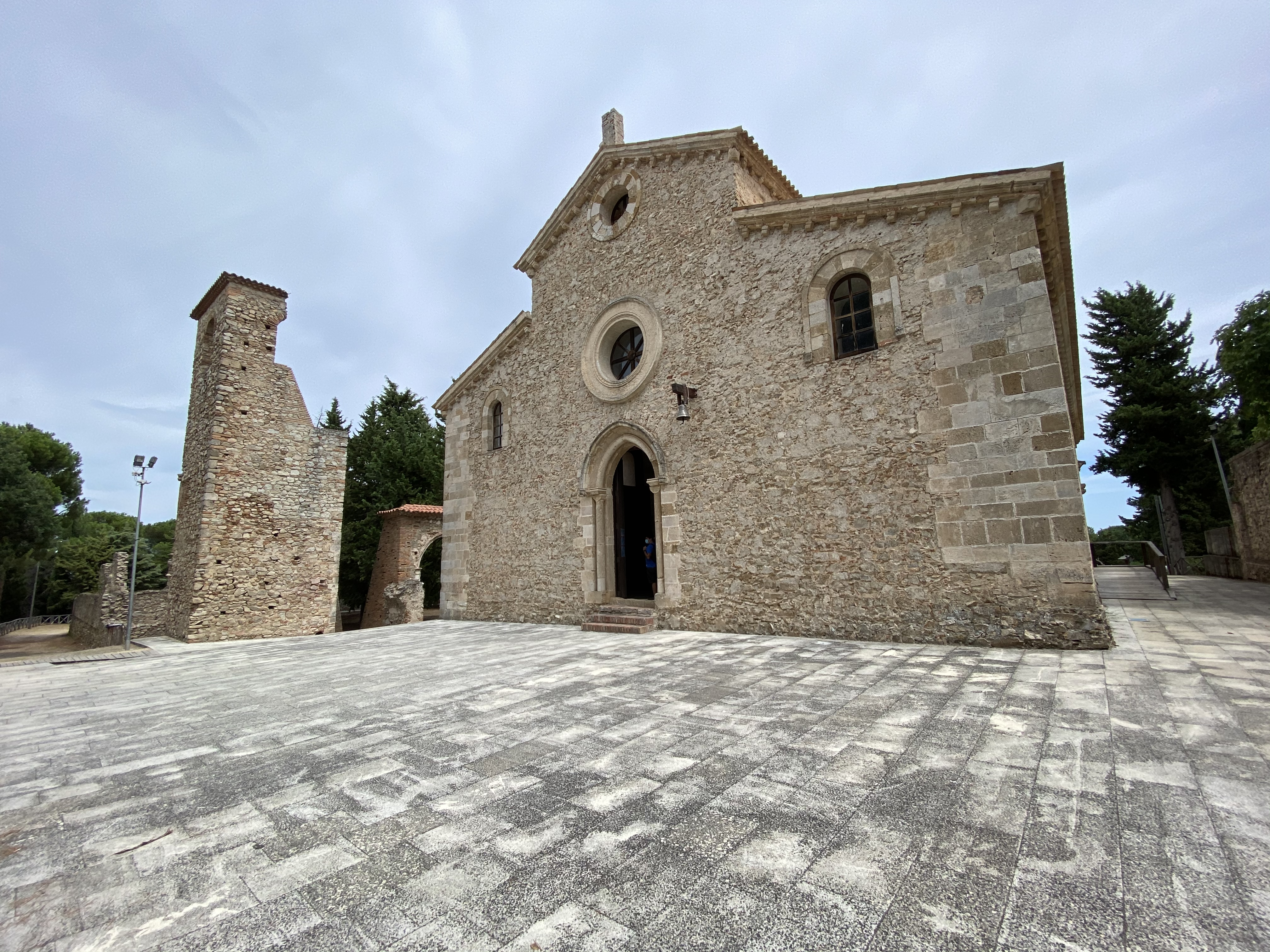
Facciata della chiesa e resti del convento attiguo (agosto 2020).

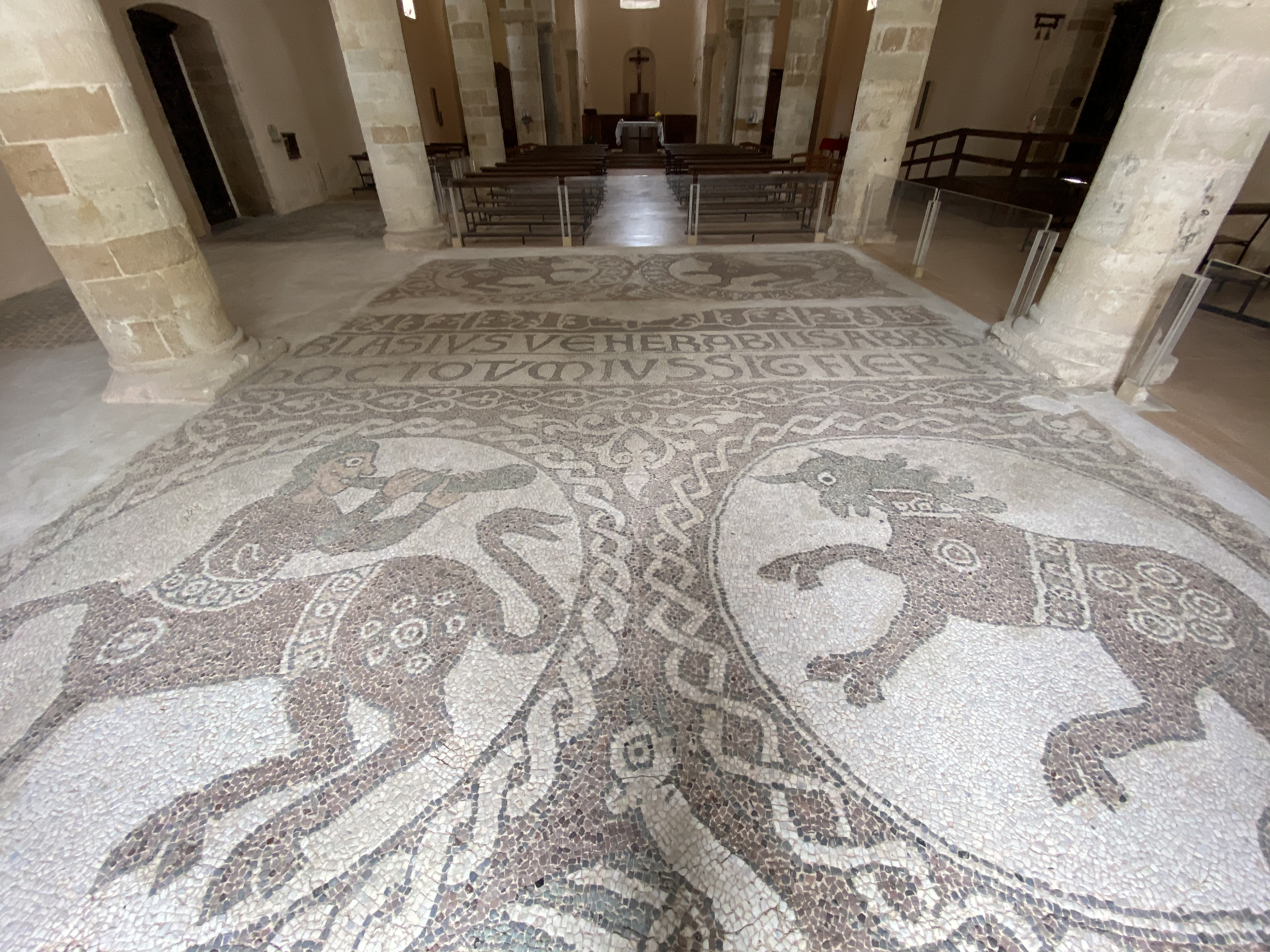
Il pavimento musivo della chiesa (agosto 2020).

La Chiesa presenta l'ingresso principale orientato ad ovest con la facciata, molto rimaneggiata nel corso dei secoli, caratterizzata da cinque aperture, di cui un portale al centro, due rosoni posti in asse sopra questo e due finestre sui due lati esterni, alte sopra il portale. L'ingresso secondario è da ricercarsi nella parete meridionale della Chiesa, il cui portale è costituito ai lati da due colonnine in arenaria, che tramite altrettanti capitelli sorreggono due lastre in pietra, sulle quali poggia l’archivolto a tutto sesto; la fascia dell'arco è ornata da un disegno ad intarsi policromi formanti un motivo a doppia alabarda o a stilizzazione del fior di loto, derivato dall'arte islamica. Lungo la parete settentrionale si trova un ingresso laterale da cui si accede tramite una scalinata in pietra; il portale presenta sulla ghiera dell'arco una decorazione con motivo a doppia saetta, oggi scarsamente visibile ed anch'essa di ispirazione araba.
Ma è lungo la parete est che la Chiesa del Patire raggiunge la sua massima espressione artistica, con le tre absidi semicircolari metaforicamente rivolte ad oriente che colpiscono immediatamente per il gioco cromatico e volumetrico della superficie. Ogni abside è scandita da cinque lesene poggianti su uno zoccolo, costituite da conci squadrati chiari e scuri, alternati a due file di mattoni, e chiuse da archetti a tutto sesto alle cui estremità trovano posto dodici piccoli oculi a forma circolare di pietra lavica nera alternata a tufo giallo, che formano motivi geometrici stellati diversi fra loro.
Nell'insieme, la chiesa si presenta ancora oggi con architettura compatta, nonostante i continui rimaneggiamenti effettuati nel corso dei secoli, rimanendo ancor oggi una delle più belle architetture dell'arte romanica normanna.
L'interno è diviso in tre navate, di cui la centrale più alta, e la pianta è di tipo basilicale latino-normanna con transetto non sporgente e con presbiterio concluso dalle tre absidi; la navata centrale si separa dalle laterali con una serie di quattro colonne comunicanti fra di loro tramite archi a tutto sesto. Il presbiterio, diviso secondo la tradizione bizantina in “protesis”(parte sinistra), “bema”(parte centrale), e “diaconicon”(parte destra), è sormontato da tre cupole non sporgenti dalla fabbrica principale (in passato quella centrale fuoriusciva dal corpo); la centrale poggia tutt’ oggi su quattro colonne di spoglio provenienti probabilmente dall’antica città greca di Thurio.
In corrispondenza della navata centrale si trova una mirabile copertura musiva del pavimento, formata da quattro “rotae” raffiguranti animali mitologici tratti dai bestiari medioevali, ovvero un grifone, un leone, un centauro e un unicorno, fra i quali si staglia la scritta in latino medioevale “BLASIUS VEHENERABILIS ABBAS HOC TOTUM IUSSIT FIERI”, che ricorda il committente dell’opera, l'Abbate Biagio, terzo Abbate dalla fondazione, che ricoprì l'incarico nella seconda metà del XII secolo. Nella navata di sinistra sono presenti altri mosaici con tondi questa volta più piccoli, raffiguranti un cervo, un centauro, e due figure frammentate, e dei motivi geometrici sparsi a “opus sectile”, che un tempo probabilmente dovevano ricoprire l’intero pavimento. 
Nella due teche alle estremità delle navate sinistra e destra sono conservati rispettivamente un crocifisso ligneo del Seicento e la statua lignea della Madonna del Patire di fine XIX secolo, oggetto di devozione popolare.

## Pathirion nel cinema e nei media
Alcune riprese del film su Gioacchino da Fiore Il Monaco che vinse l'Apocalisse di Jordan River sono state girate al Abbazia di Santa Maria del Patire, a Rossano.